# (1625) The NORC
(1625) The NORC – planetoida z pasa głównego asteroid okrążająca Słońce w ciągu 5 lat i 267 dni w średniej odległości 3,2 au. Została odkryta 1 września 1953 roku w Observatoire Royal de Belgique w Uccle przez Sylvaina Arenda. Nazwa planetoidy pochodzi od Naval Ordnance Research Calculator (NORC), najpotężniejszego systemu komputerowego jaki powstał do czasu odkrycia planetoidy. Przed nadaniem nazwy planetoida nosiła oznaczenie tymczasowe (1625) 1953 RB.